# Associeret stat
En associeret stat er en stat, som enten udgør et afhængigt territorium eller er fuldt suverænt, som har indgået en aftale om fri associering (engelsk: free association) med en anden part som ofte er en større nation.
Aftalen er kendetegnet ved at den associerede stat overdrager en del af sin suverænitet til det andet land. Begrebet fri associering stammer fra FN's generalforsamlings resolution 1541 (XV), princip VI.

## Stater som nu er associerede stater
Cookøerne og Niue har status som "selvstyrende i fri associering" med New Zealand. New Zealand kan ikke lovgive for dem, og i nogle situationer betragtes de som suveræne stater. I udenlandske relationer interagerer begge som suveræne stater, og de har fået lov til at underskrive FN-traktater og -organer som en stat. Ingen af dem har besluttet at blive medlem af FN, da New Zealand har givet udtryk for, at et sådant skridt ville føre til, at de mistede retten til automatisk at få newzealandsk statsborgerskab. New Zealand har dog aldrig formelt modsat sig en sådan ansøgning, og har heller ikke argumenteret for, at de to lande ikke ville være i deres suveræne ret til at gøre det. Både Niue og Cookøerne har etableret deres egne nationalitets- og immigrationsordninger.
Mikronesien (siden 1986), Marshalløerne (siden 1986) og Palau (siden 1994) er associeret med USA under den såkaldte Compact of Free Association, der giver staterne international suverænitet og ultimativ kontrol over deres territorium. Regeringerne i disse områder er dog gået med til at lade USA stå for forsvaret, og den amerikanske forbundsregering giver tilskud og adgang til amerikanske sociale ydelser til borgerne i disse områder.
| Associeret stat | Associeret med | Associeret siden | Niveau af associering | International status                                                        |
| --------------- | -------------- | ---------------- | --- | --------------------------------------------------------------------------- |
| Cookøerne       | New Zealand    | 4. august 1965   | New Zealand handler på vegne af Cookøerne i udenrigs- og forsvarsspørgsmål, men kun efter anmodning fra Cookøernes regering og med dens "rådgivning og samtykke". | Ikke en FN-medlemsland. Uafhængighed i forhold til udlandet anerkendt af FN |
| Niue            | New Zealand    | 19. oktober 1974 | New Zealand handler på vegne af Niue i udenrigs- og forsvarsspørgsmål, men kun efter anmodning fra Cookøernes regering og med dens "rådgivning og samtykke".      | Ikke en FN-medlemsland. Uafhængighed i forhold til udlandet anerkendt af FN |
| Marshalløerne   | USA            | 21. oktober 1986 | USA sørger for forsvar, finansieringstilskud og adgang til amerikanske sociale ydelser til borgere i disse områder under "the Compact of Free Association".       | FN-medlemsland                                                              |
| Mikronesien     | USA            | 3. november 1986 | USA sørger for forsvar, finansieringstilskud og adgang til amerikanske sociale ydelser til borgere i disse områder under "the Compact of Free Association".       | FN-medlemsland                                                              |
| Palau           | USA            | 1. oktober 1994  | USA sørger for forsvar, finansieringstilskud og adgang til amerikanske sociale ydelser til borgere i disse områder under "the Compact of Free Association".       | FN-medlemsland                                                              |